# Ferdinand Konrad Bellermann
Ferdinand Konrad Bellermann (født 14. marts 1814 i Erfurt, død 11. august 1889 i Berlin) var en tysk landskabsmaler.
Bellermann var elev af Wilhelm Schirmer. I sin ungdom gjorde han studierejser blandt andet til Norge; hans rejse i 1840'erne til Venezuela gav Anledning til hans betydeligste arbejder: de af Humboldt for deres pålidelighed roste, farveprægtige sydamerikanske landskaber, af hvilke Aften i Caracas dal findes på Charlottenburg slot, Guacharo-hulen i Berlins Nationalgalleri, som også ejer flere hundrede studier fra hans rejser i troperne.